# Sakarya (prowincja)
Prowincja Sakarya (tur. Sakarya ili) – jednostka administracyjna w północno-zachodniej Turcji (Region Marmara – Marmara Bölgesi), położona nad Morzem Czarnym, na obszarze starożytnej Bitynii.

## Dystrykty

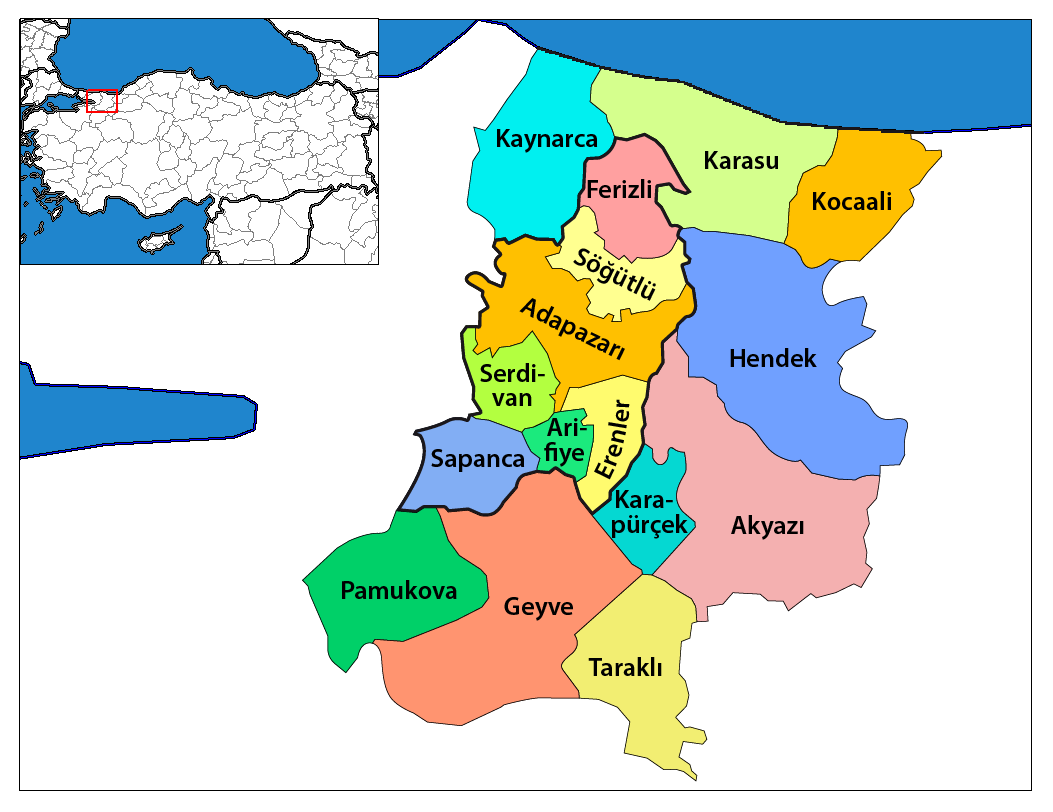
Dystrykty w prowincji Sakarya

Prowincja Sakarya dzieli się na szesnaście dystryktów:
| - Adapazarı - Akyazı - Arifiye - Ferizli - Erenler - Geyve - Hendek - Karapürçek | - Karasu - Kaynarca - Kocaali - Pamukova - Sapanca - Serdivan - Söğütlü - Taraklı |